# Alexis Peak
Alexis Peak är en bergstopp i Kanada.   Den ligger i provinsen British Columbia, i den centrala delen av landet, 3 400 km väster om huvudstaden Ottawa. Toppen på Alexis Peak är 2 116 meter över havet, eller 683 meter över den omgivande terrängen. Bredden vid basen är 12,3 km.
Terrängen runt Alexis Peak är huvudsakligen kuperad, men åt nordväst är den bergig.Trakten runt Alexis Peak är nära nog obefolkad, med mindre än två invånare per kvadratkilometer.. Det finns inga samhällen i närheten. 
I omgivningarna runt Alexis Peak växer i huvudsak barrskog.